# Dibattiti di Whitehall
I dibattiti di Whitehall, tenutisi in tale località tra il 14 dicembre 1648 e il 13 gennaio 1649, sono una serie di discussioni tra i rappresentanti dell'Esercito di Nuovo Modello sulla questione religiosa. La domanda da cui si partì era se il potere civile dovesse avere un qualsiasi potere coercitivo in materia di religione.

## Storia
Nei dibattiti di Whitehall si contrapposero posizioni moderate e istanze radicali.
Secondo i moderati come Henry Ireton e Philip Nye, lo Stato non poteva imporre una forma di religione, ma i magistrati dovevano avere comunque il potere di porre dei limiti per evitare che, sulla base della libertà di religione, si arrivasse all'idolatria, all'ateismo e a pratiche "contro la luce di Dio". Secondo Ireton, le richieste dell'esercito dovevano essere quelle condivise da tutti e, siccome sull'assenza di ogni intervento civile in materia di religione ogni scelta avrebbe escluso qualcuno, era preferibile ometterla.

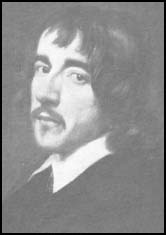
Hugh Peter

Secondo i sostenitori delle posizioni più radicali, invece, era necessario affermare il principio della piena libertà di religione. Lo Stato, a loro giudizio, non doveva avere, in tale campo, nessun potere non solo di imporre alcunché, ma anche di porre qualunque limite a qualunque modo di professare le proprie convinzioni religiose. Secondo le parole del capitano Clarke, "nessun uomo o magistrato sulla Terra ha il potere di immischiarsi in queste faccende".
Hugh Peter si disse sorpreso nel sentir chiedere che la libertà di religione non fosse inclusa nelle richieste. Secondo Peter, la libertà da imposizioni in materia di religione era uno dei principali motivi per cui la gente combatteva per il Parlamento contro il re e si poteva dire che "l'interesse dell'Inghilterra è la religione". Quindi una chiara rivendicazione in tale ambito non poteva essere omessa: "Non sono del parere che dovremmo starcene con le mani in tasca stando a vedere quel che succederà". Peter additava l'esempio dei Paesi Bassi, dove "non erano così contrari o timorosi di questa tolleranza" e avevano "uno stato florido".
Richard Overton, uno dei principali rappresentanti dei livellatori, sostenne che se non si era d'accordo sulla piena libertà di opinione, allora non si poteva aspettarsi di avere veramente libertà.
Ireton si richiamava all'autorità dell'Antico Testamento per dimostrare che era lecito che i magistrati punissero le violazioni dei Dieci comandamenti, anche se solo contro Dio, ma Thomas Collier sosteneva che la legge dell'Antico Testamento, vincolante prima di Gesù Cristo, non lo era più dopo di Lui. Joshua Sprigge osservava che ricorrere al potere civile in materia di religione non era affatto segno di reverenza a Dio, ma, al contrario, di "una grande diffidenza verso lo Spirito di Dio e verso Cristo, come se non Lui non provvederebbe a mantenere la Sua verità nel mondo".

### Testo dei dibattiti
- Puritanism and Liberty: being the Army Debates (1647-9) from the Clarke manuscripts with supplementary documents, selected and edited with an introduction by A. S. P. Woodhouse, London: Dent, 1966 (1ª ed.: 1938), pp.125-178.